# Libertella acerina
Libertella acerina är en svampart som beskrevs av Westend. 1884. Libertella acerina ingår i släktet Libertella och familjen Diatrypaceae.   Inga underarter finns listade i Catalogue of Life.